# Pop-Eyes
Pop-Eyes es el primer álbum en solitario de Danielle Dax, tras haber sido miembro de la banda Lemon Kittens. Fue grabado originalmente en otoño de 1982 y posteriormente lanzado en mayo de 1983 bajo el sello de Awesome Records.  El álbum fue relanzado en 1992 en Biter Of Thorpe label (BOT131-01CD) y distribuido a través World Serpent Distribution.
Dax escribió y produjo todas las canciones del álbum, así como tocar la guitarra, el bajo, la flauta, teclados, banjo, saxofón, trompetas y voces. La portada del disco fue creada por Dax y resultó ser tan impactante para la industria musical que fue censurada y reemplazada más tarde por el artwork creado por Holly Warburton.

## Lista de temas
Todas las canciones escritas por Danielle Dax
1. "Bed Caves" - (3:14)
2. "Everyone Squeaks Gently" - (3:36)
3. "The Wheeled Wagon" - (5:51)
4. "The Stone Guest" - (1:59)
5. "Here Come The Harvest Buns" - (3:00)
6. "The Shamemen" - (3:44)
7. "Kernow" - (4:18)
8. "Numb Companions" - (3:59)
9. "Tower Of Lies" - (2:49)
10. "Cutting The Last Sheaf" - (3:12)

## Personal
- Danielle Dax - vocal, guitarra eléctrica, bajo eléctrico, batería, sintetizador, teclados, saxofón, flauta, banjo, trompeta